# HD140532
HD140532 — хімічно пекулярна зоря спектрального класу
B7 й має видиму зоряну величину в смузі V приблизно 10,3.

## Пекулярний хімічний склад
Зоряна атмосфера HD140532 має підвищений вміст 
Si
.